# Vigilante (Computerspiel)
Vigilante ist ein Arcade-Spiel des Genres Beat ’em up, das 1988 von Irem entwickelt und später an Data East lizenziert wurde. Es war ein Nachfolger von Kung-Fu Master, dem ersten scrollenden Beat ’em up aus dem Jahre 1984.

## Begriff
Der Begriff Vigilante bezeichnet im Englischen einen Ausüber von Selbstjustiz. So bezeichnete man Bernhard Goetz, der in der New Yorker U-Bahn vier Afroamerikaner anschoss, als den Subway Vigilante. In Comics und Filmen wie in Batman, Dirty Harry, Mad Max, Taxi Driver, Sin City und V wie Vendetta wird der Begriff ebenfalls verwendet.

## Beschreibung
Der Spieler muss, wie beim Vorgänger, seine Freundin – hier Madonna – befreien, die von der Gang The Skinheads gekidnappt wurde. Da die Polizei nicht eingreift, muss der Held es selbst in die Hand nehmen.
Es gibt ebenfalls fünf Levels, an deren Ende sich starke Endgegner (Bosse) befinden. Die Handlung findet allerdings draußen statt und es gibt Waffen (Nunchakus), die der Spieler einsammeln kann. Ansonsten muss er mit den Fäusten oder Füßen zuschlagen bzw. zutreten. Die Gegner, die sich mitten in den Levels befinden, haben manchmal Waffen wie Pistolen, Messer, Ketten und Knüppel.
Die Spielrichtung (das Scrolling) geht nur nach rechts, die Spielfigur kann sich aber auch auf den Wegen vertikal bewegen.

## Grafik
Die Grafik der Original-Arcade-Version war recht gut und hatte eine Farbpalette von 544 Farben. Die Hintergründe waren detailliert und vielfältig. Die Grafik auf den Homecomputern (auch auf dem C64) war deutlich primitiver.

## Portierungen
- Spartan X 2 (Nachfolger), Nintendo Entertainment System, (1991)
- NEC PC-Engine (TurboGrafx-16), (1989)
- Sega Master System
- Commodore 64
- Amstrad CPC
- Amiga
- Atari ST
- MSX
- ZX Spectrum, hier deutlich einfachere Grafik (alle 1989)

### Ähnliche Spiele
- Subway Vigilante (C64, 1989)
- Kick Box Vigilante (C64, 1990)
- Double Dragon

Das Konsolenspiel Vigilante 8 ist hingegen ein Rennspiel mit Shoot-’em-up-Anteilen. Siehe auch Interstate ’76.